# Невадо-дель-Уїла
Невадо-дель-Уїла (ісп. Nevado del Huila) — найвищий вулкан в Колумбії, вистою 5365 м, розташований в департаменті Уїла. Вулкан вкритий вічними снігами, проте протягом останніх років кількість снігу зменшується. Після періоду неактивності у понад 500 років, вулкан знову прокинувся та виявив значну активність починаючи з 2007 року. Станом на 20 лютого 2007 року відбулося понад 7 тис. невеликих сейсмічних поштовхів, в результаті чого навколишні поселення знаходяться під загрозою та очікують можливої евакуації.

## Ресурси Інтернету
- Global Volcanism Program [Архівовано 26 травня 2008 у Wayback Machine.] (англ.)
- Nevado del Huila Volcano Observatory (англ.)

| Колумбія | Це незавершена стаття з географії Колумбії. Ви можете допомогти проєкту, виправивши або дописавши її. |